# پلان معماری
پلان معماری (به انگلیسی: Architectural plan)، نقشه ای است که معمار آن را طراحی کرده و بنا به نوع آن، شامل اطلاعاتی چون طرح بنا، مشخصات و داده‌های فنی، جزئیات و … می‌شود.پلان به معماران و سایر مهندسان دخیل کمک میکند که ایده های خود را در سازه مورد نظر به اجرا درآورند.پلان از اصلی ترین اجزای هر نقشه محسوب میشود. برای ترسیم پلان باید از نمای بالا به آن نگاه شود. برای رسم پلان در حال حاظر مهمترین نرم افزار autocad می باشد.

## پلان گونه‌های مختلف ساختمانی

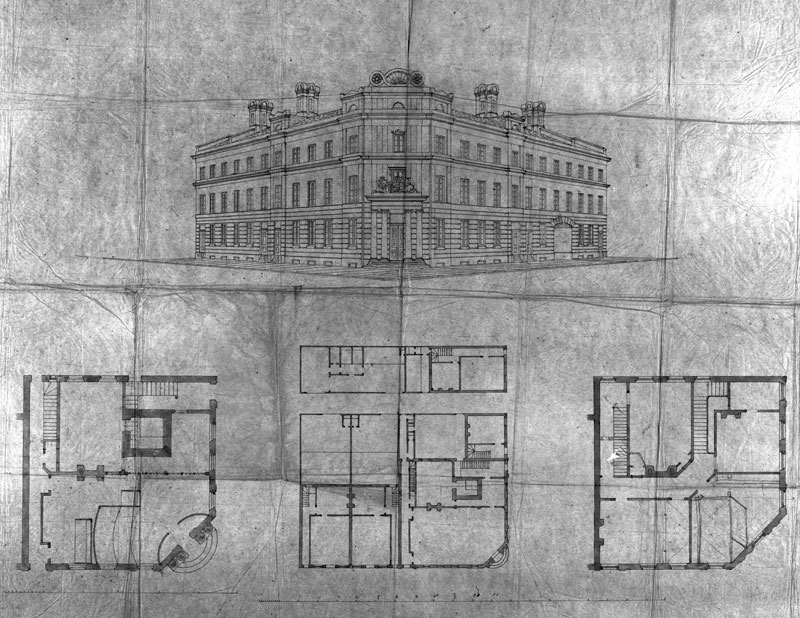
بانک
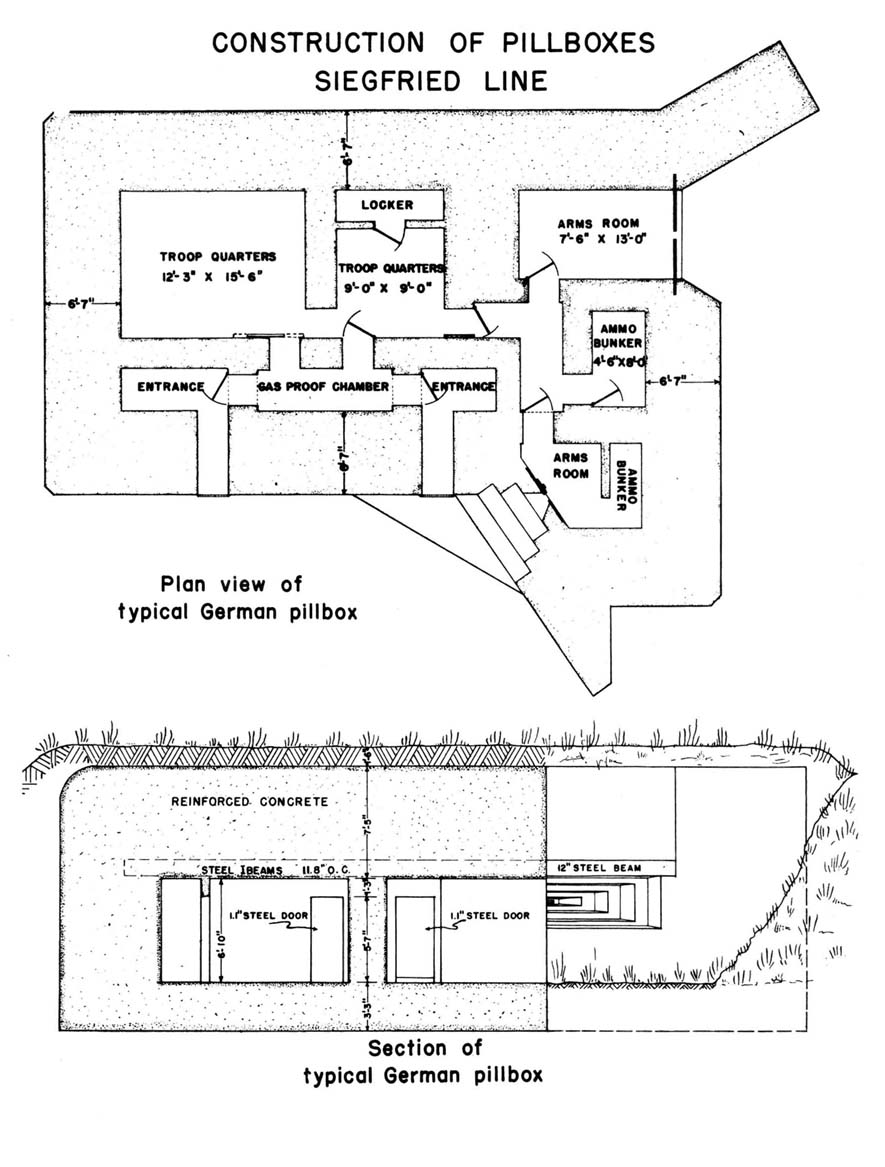
پناهگاه
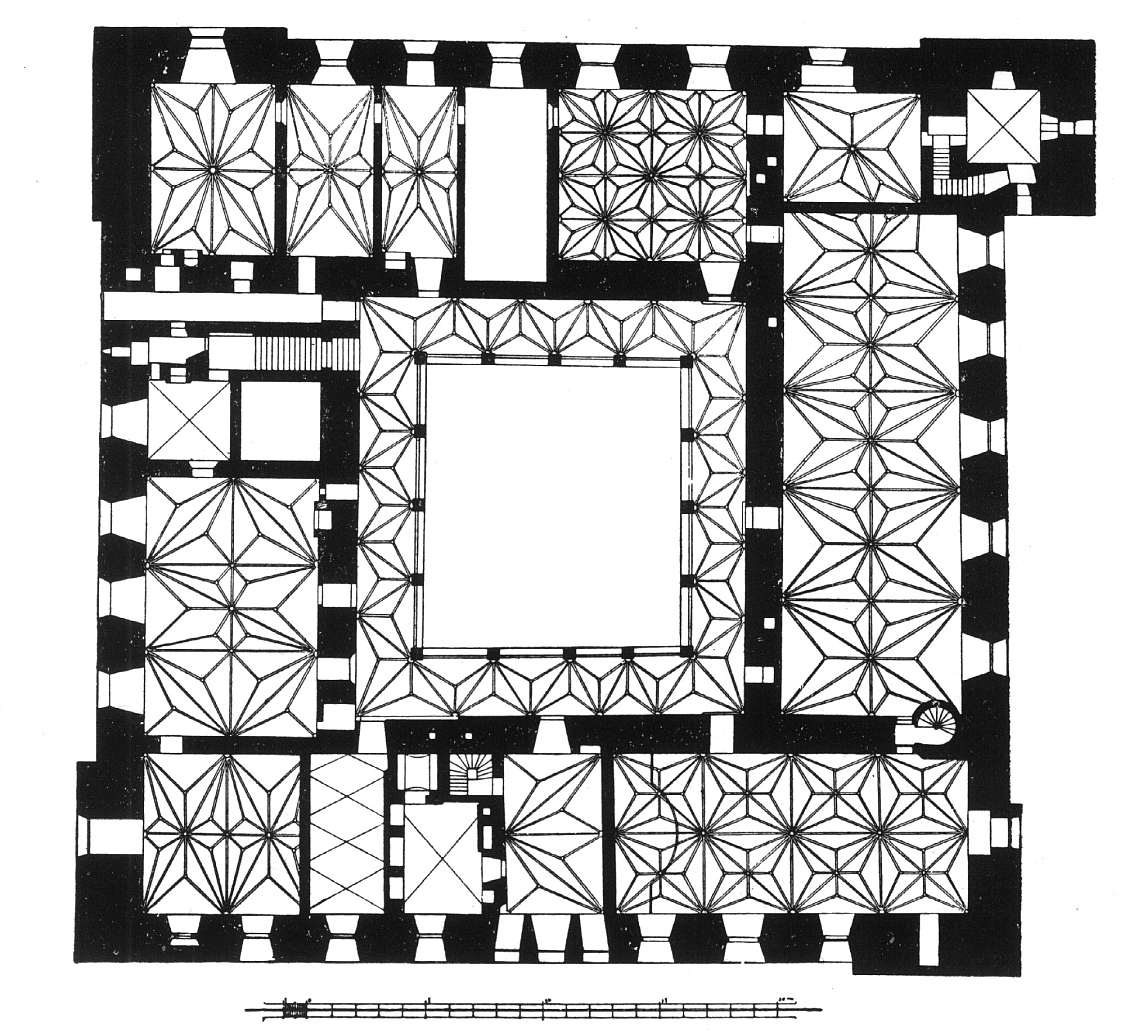
قلعه
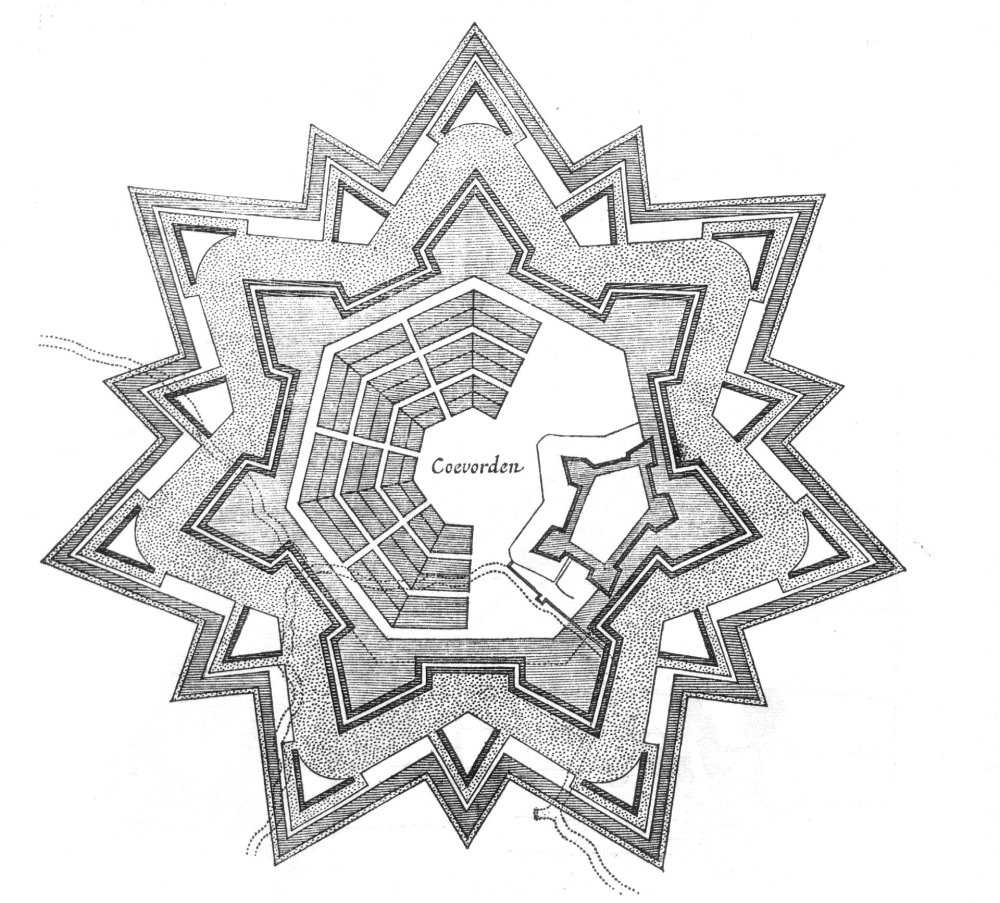
بارو
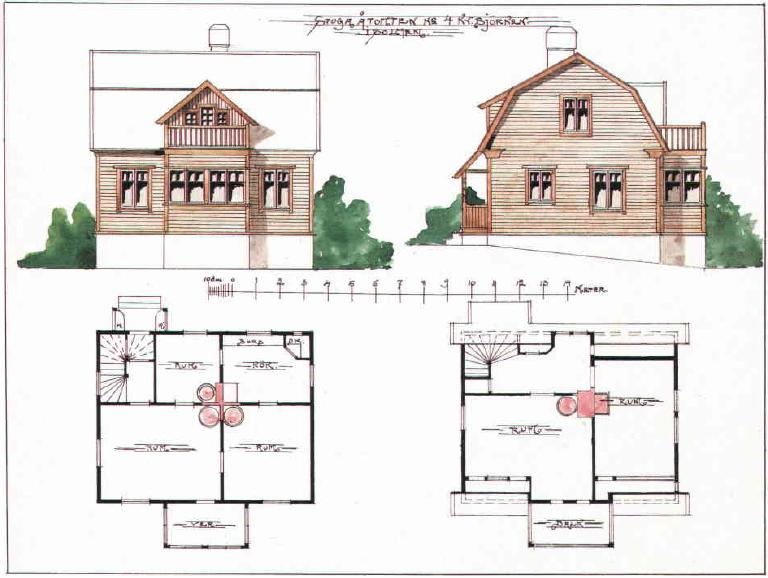
خانه
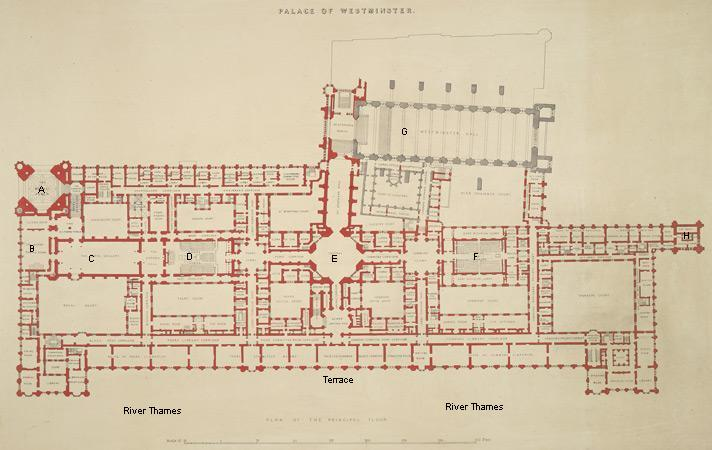
ساختمان قوه مقننه
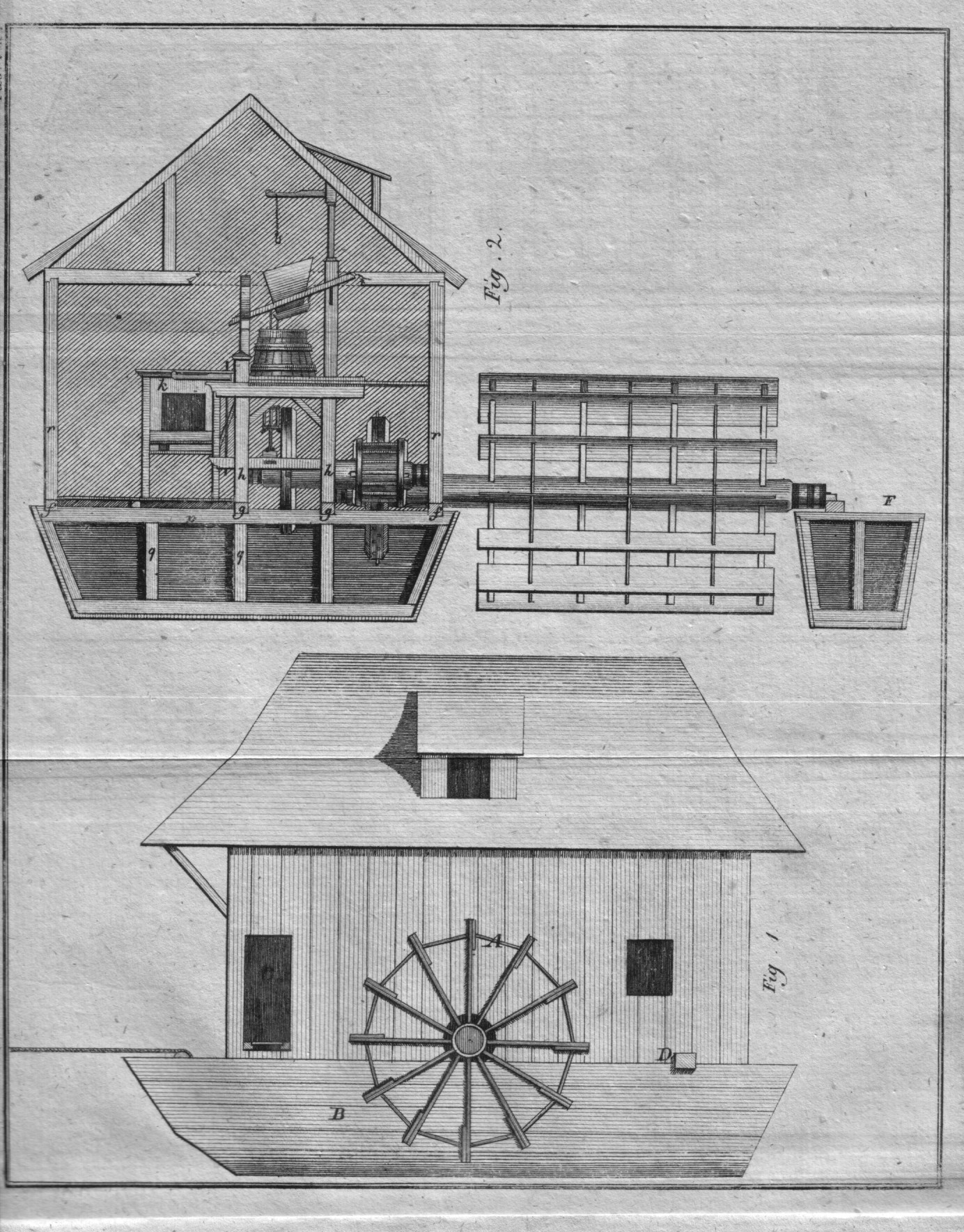
آسیاب آبی
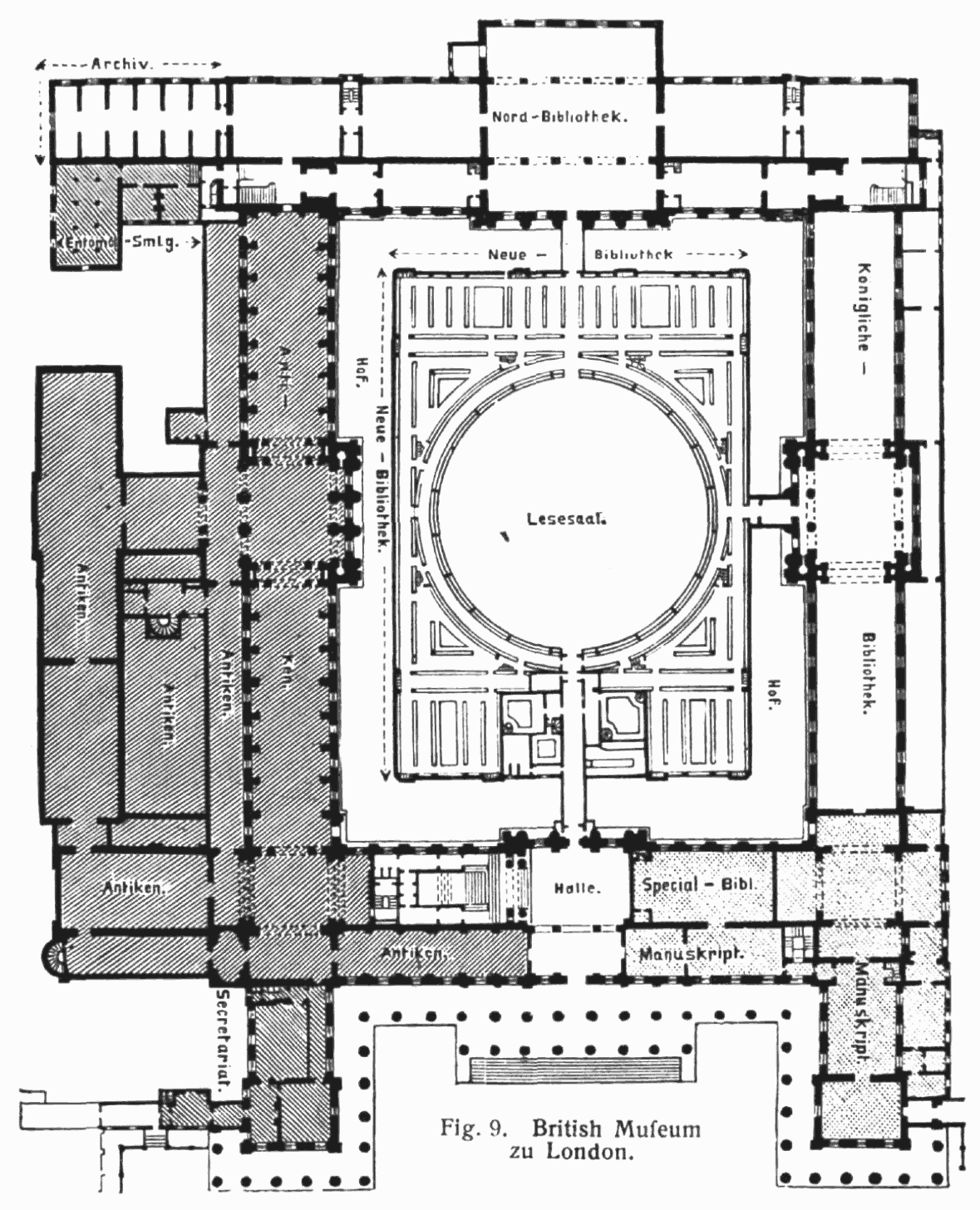
موزه
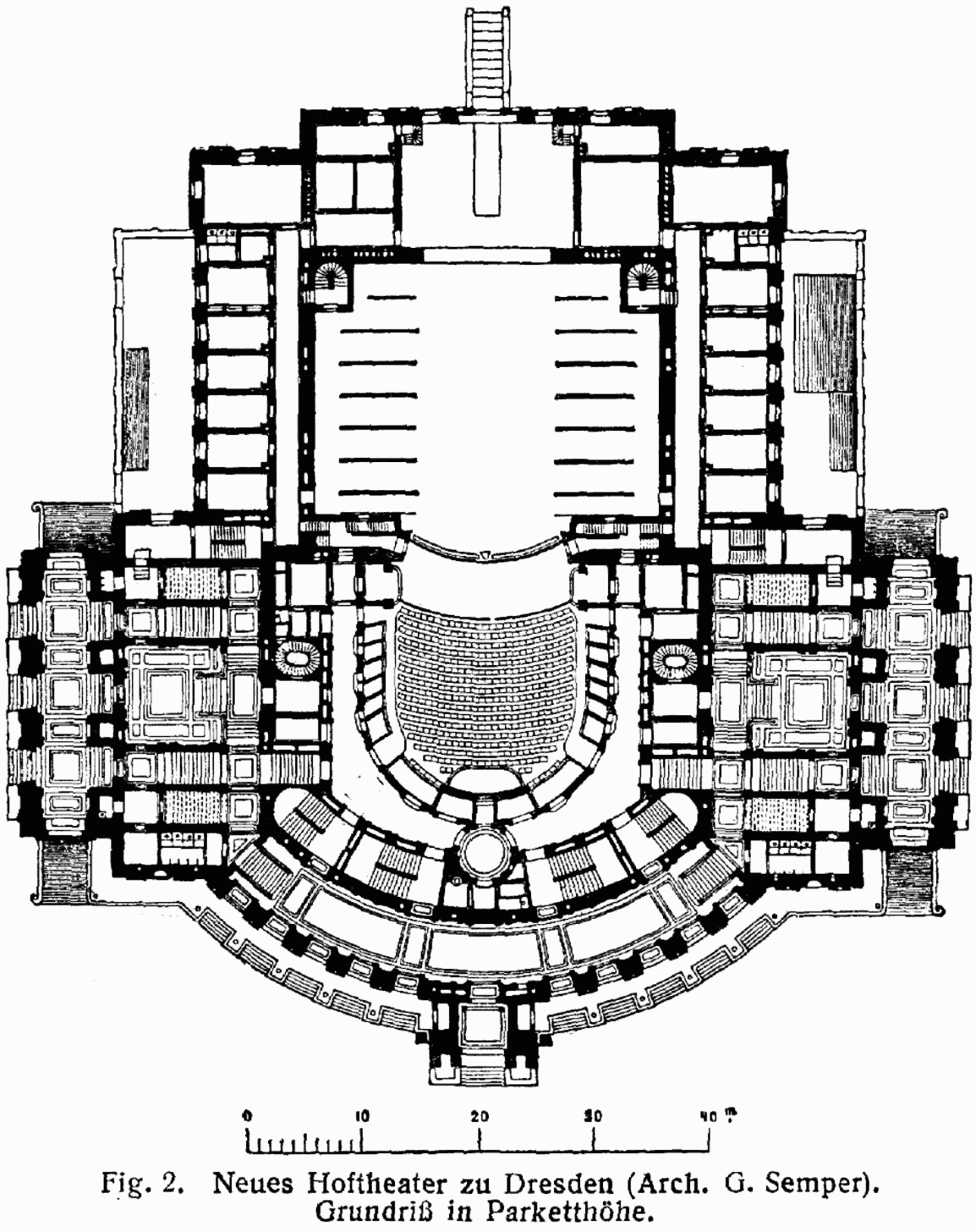
تالار اپرا
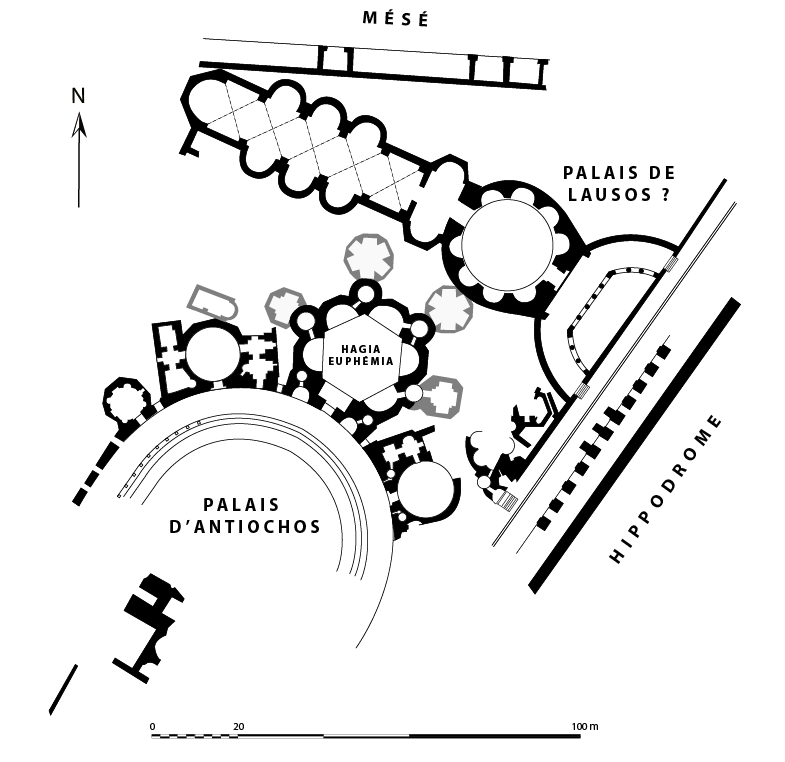
کاخ
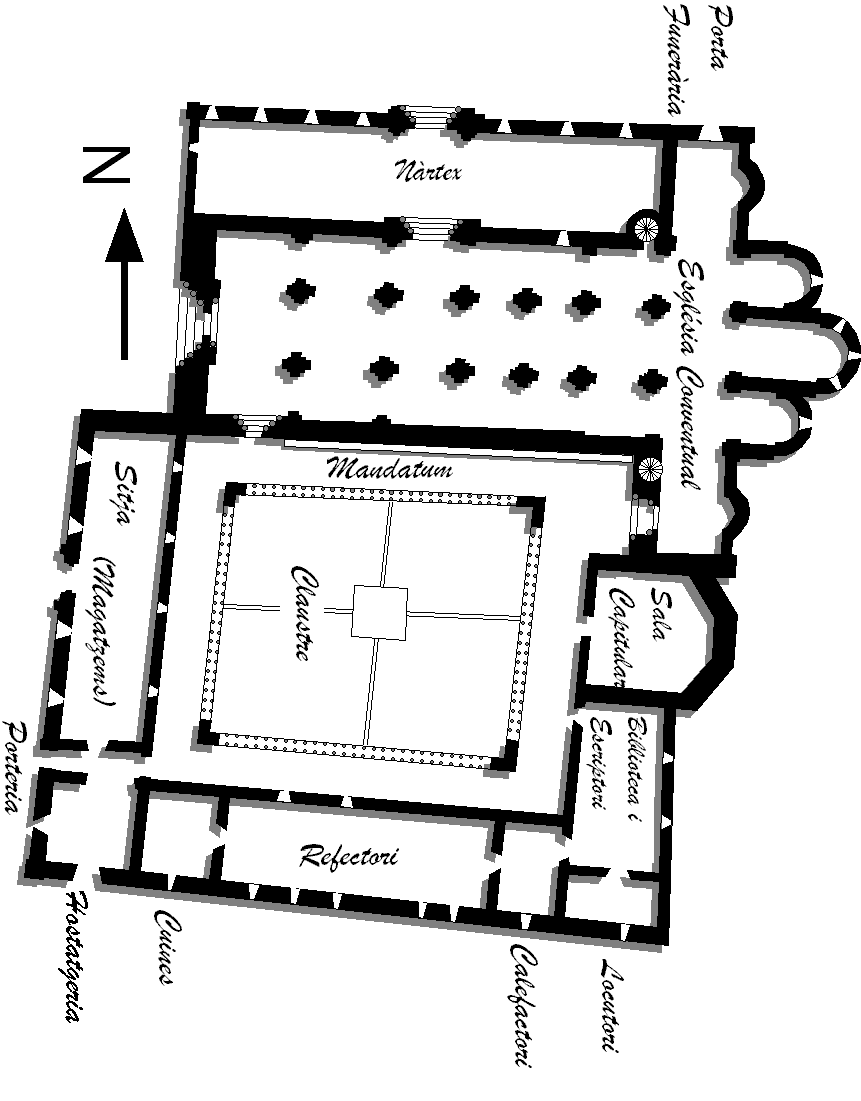
ساختمان مذهبی
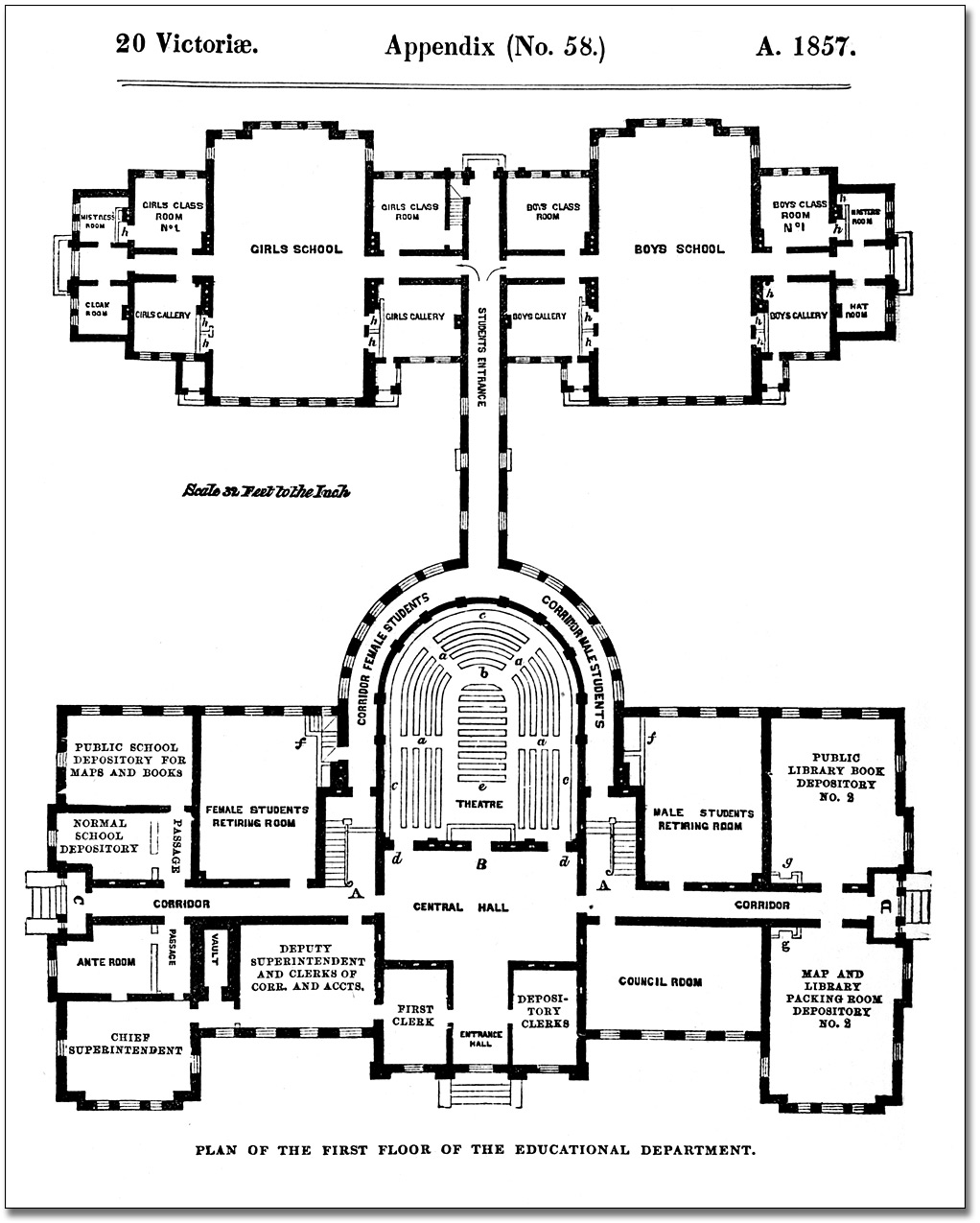
مدرسه
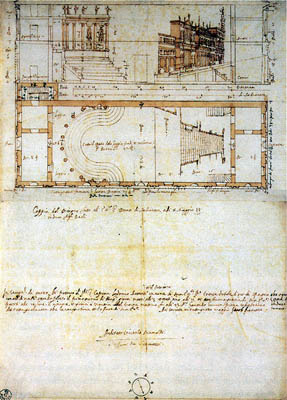
تئاتر
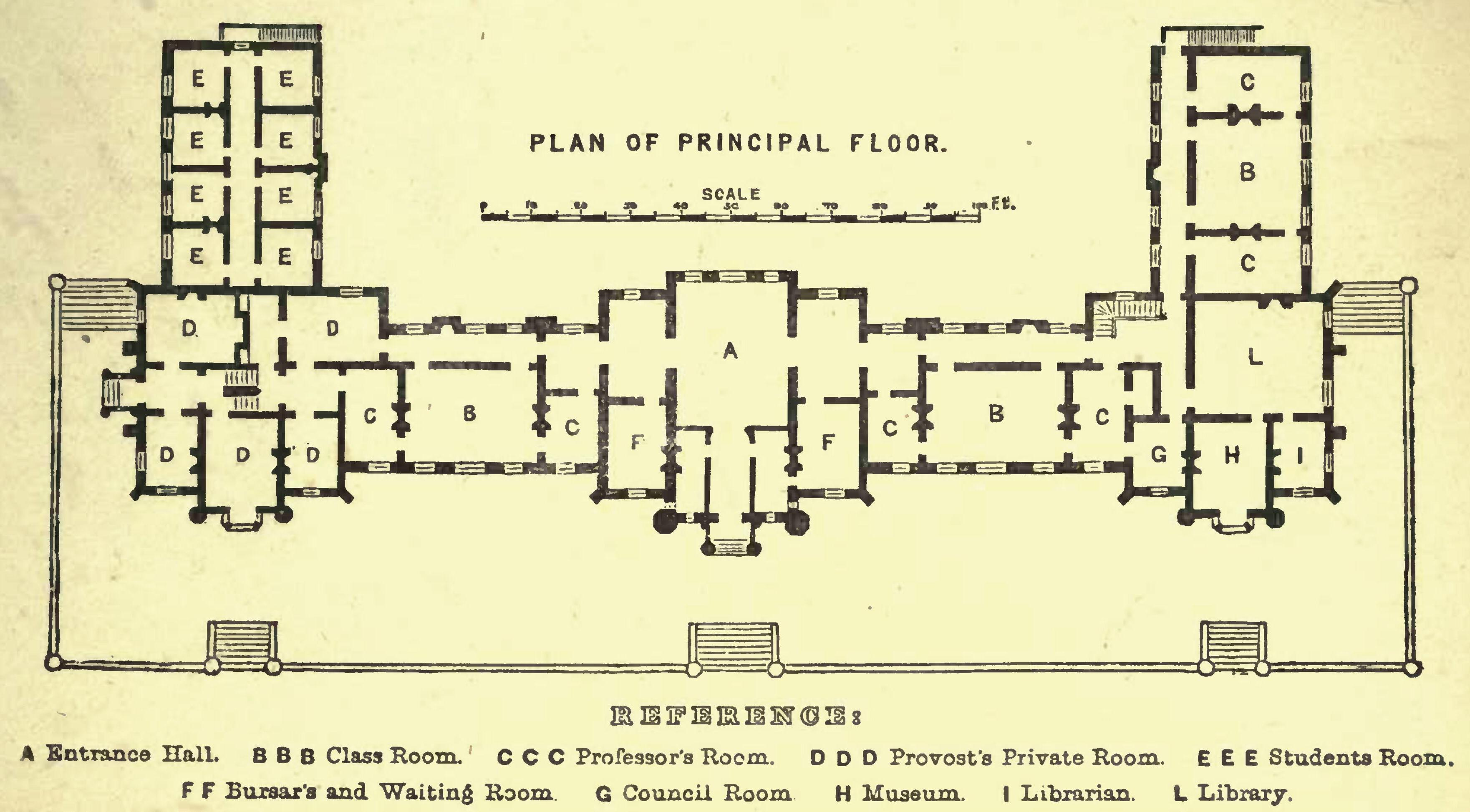
دانشگاه